# Гуцков, Карл
Карл Фердинанд Гуцков (нем. Karl Ferdinand Gutzkow; 17 марта 1811, Берлин — 16 декабря 1878, Заксенхаузен близ Франкфурта-на-Майне) — немецкий писатель и драматург, общественный деятель, глава литературного движения «Молодая Германия».

## Биография
В Берлинском университете изучал богословие, право и филологию, слушая лекции, среди прочих, Гегеля и Шлейермахера, позднее учился в Гейдельберге и Мюнхене. 
В 1835 году основал во Франкфурте-на-Майне вместе с Лудольфом Винбаргом журнал «Deutsche Revue». Редактировал журнал «Телеграф фюр Дойчланд» („Telegraph für Deutschland“") (1838—1842), в котором участвовали Фридрих Хеббель, Георг Гервег, Фридрих Энгельс. 
В 1841 году он впервые побывал в Париже, где, в частности, познакомился с  Жорж Санд. 
Страдал тяжёлыми приступами паранойи. В 1865 году в припадке меланхолии он совершил попытку самоубийства; после чего некоторое время провел в доме умалишенных и хотя, выйдя оттуда вылечившимся от острого душевного расстройства, продолжал работать, но окончательно оправиться не мог и в конце 1878 года во Франкфурте-на-Майне погиб, задохнувшись во время пожара.

## Сочинения
Романы:
- Мага-Гуру, история одного бога, 1833
- Валли сомневающаяся, 1835
- Рыцари духа (многотомная эпопея), 1850—1851, русский перевод 1871

Драматические произведения:
- Вернер (Werner, oder Herz und Welt), 1842, русский перевод 1842
- Пугачёв (Pugatscheff), 1844, русский перевод 1918
- Наибольшей известностью пользуется трагедия «Уриэль Акоста» ( « Uriel Acosta») (1847, русские переводы 1872, 1955) о судьбе голландского мыслителя XVII века, которая много раз ставилась на сценах России и СССР, в частности, К. Марджанишвили. По ней написана одноименная опера Валентины Серовой (пост. 1899 в Москве с Шаляпиным в заглавной роли).

### Переводы на русский язык
- Гуцков К. Пьесы. М., 1960.
- Гуцков К. Вернер, или Сердце и свет. // «Репертуар и Пантеон», СПб, 1842, кн. 17. С. 1–42.
- Гуцков К. Образец Тартюфа. – Пер. B. C. Пенькова // «Пантеон», СПб., 1856, т. 25, № 2. С. 362–431.
- Гуцков К. Пугачёв. П., 1918.
- Гуцков К. Уриэль Акоста. М., 1955.